# Cyathea corcovadensis
Cyathea corcovadensis är en ormbunkeart som först beskrevs av Giuseppe Raddi, och fick sitt nu gällande namn av Karel Domin. Cyathea corcovadensis ingår i släktet Cyathea och familjen Cyatheaceae. Inga underarter finns listade.